# Шелыганова, Дарья Андреевна
Дарья Шелыганова (30 января 1989 года, Москва) — российская танцовщица.

## Биография
Родилась 30 января 1989 года в Москве. Уже в ранние годы заинтересовалась танцами.
Окончила Всероссийскую налоговую академию Министерства финансов РФ (ВГНА, ныне Финансовый университет при Правительстве Российской Федерации), но по специальности работать не стала.
За время соревновательной карьеры неоднократно становилась призёром российских и европейских соревнований по бальной хореографии.
Состояла в танцевальном клубе «Фаворит», Барвиха.
После завершения соревновательной карьеры продолжила свой путь в качестве педагога и хореографа. Выступала с Театром Виктории Задорожной, Московским академическим театром сатиры, работала в школе танцев «Let’s Dance» детским хореографом.
В 2010 и 2013 годах была хореографом проекта «Танцы со звёздами».
В 2021 году сама участвовала в проекте. Танцевала с Игорем Миркурбановым. Покинула проект в 4 туре.

## Личная жизнь
Замужем. Двое детей-погодок.

## Награды
- Мастер спорта по бальным танцам[2].
- Финалист, призёр международных соревнований по спортивным бальным танцам в России, Москве и Европе[2][9].
- Чемпионка Португалии[9].

## Факты
- Является близкой подругой Юлии Зиминой. В своё время она первая сообщила о рождении ребёнка у неё[10].